# Telogmometopius
Telogmometopius is een geslacht van halfvleugeligen uit de familie schuimcicaden (Cercopidae). De wetenschappelijke naam van dit geslacht is voor het eerst geldig gepubliceerd in 1921 door Jacobi.

## Soorten
Het geslacht Telogmometopius omvat de volgende soorten:
- Telogmometopius angulatus Liang, Jiang & Webb, 2006
- Telogmometopius bicarinatus Liang, Jiang & Webb, 2006
- Telogmometopius bifasciatus Liang, Jiang & Webb, 2006
- Telogmometopius carinilabratus (Chou & Wu, 1988)
- Telogmometopius himalayensis Liang, Jiang & Webb, 2006
- Telogmometopius obsoletus Jacobi, 1921
- Telogmometopius rangoonensis Liang, Jiang & Webb, 2006
- Telogmometopius sabahensis Liang, Jiang & Webb, 2006
- Telogmometopius sarawakensis Liang, Jiang & Webb, 2006